# Insnesia lagunensis
Insnesia lagunensis är en insektsart som beskrevs av Miyatake 1972. Insnesia lagunensis ingår i släktet Insnesia och familjen rundbladloppor. Inga underarter finns listade i Catalogue of Life.